# Средновековни български монети
Средновековните български монети са паричните знаци на българските владетели от Средновековието.
Не е доказано съществуването на монетосечене по време на Първата българска държава, а под старобългарски монети се разбират паричните знаци от Втората българска държава. Според материала, от който са изработени, биват златни (перпери), сребърни (аспри), билонни (сплав на мед и сребро) и медни. Според формата се делят на плоски и корубести. Надписите са на български, по-рядко на гръцки. Поради ограниченото място те са съкратени, често представени само с няколко букви и знак за съкращение. От художествена гледна точка продължават византийската традиция, но са с по-схематична и понякога дори груба изработка. Гравьорите не се опитват да предадат обем на фигурите. Основните изразни средства, с които си служат, са линията и точките. В българските монети се срещат изображения, които нямат аналог във византийско-славянско монетосечене, което ги обособява като отделна група.
Старобългарските монети са важен източник за историята на Втората българска държава.

## Петър I
Много дълго време се считаше, че Йоан II Асен е първият български владетел сякъл собствени монети. Днес вече е известно, че това не е така. Монета на Петър I (България) се съхранява в Ермитажа). Монетата е открита в Нежин, при Киев през 1852. Любопитно е, че на нея той титулува себе си "василевс". На първата страна  на изображението е интересна инскрипцията +IhSU X[PI]SCVS+, което е най-ранния запис на българското име на Бога с латински букви. Чете се Исху Хриску Криску. Монархът е облечен в хламида - символ на най-високото му монаршеско достойнство. Върху печата ясно се вижда удар с кирка. Патриаршеският кръст между монарха и Мария Лакапина, щерка Роман I Лакапин и наречена Ирина (в превод "мир") по повод на сключения мирен договор между Византия и България, е не просто царска инсигния, а образно свидетелство за върховенството на царя и за обединението на властите - светската и църковната под неговата десница. Това статукво продължава до признаването на българската църква за патриаршеска, когато самия Петър осъществува разделянето на властите.
Петър е известен със строежа на множество манастири и църкви, заради което по-късно е обявен от българската църква за светец, повод за което е и неговото мирно царуване.  Важен въпрос е и разчитането на надписа + PETPOC ..... IMXаLTAR.   Тази съкратена инскрипция се представя със значението на "император на христовия олтар ". На латински altar e съкратена форма на altaria  -олтар.

## Теодор -Петър
Съществува емисия билонни монети, датирани  към края на ХІІ или началото на ХІІІ век. за които се спори дали са на Теодор -Петър.
Този тип монети стават известни сравнително неотдавна (през 1970 г.) и вече са известни над 100 екземпляра, включени най-вече в монетни съкровища, укрити, според И. Йорданов, след 1185 г. Тези от тях, които имат сигурен произход, са все от територията на България: Поморие, с. Кортен, Новозагорско, Стара Загора, Пловдивско, Велико Търново, Драгановец, Търговищко, с. Красен, Русенско, Силистра, с. Исакча в Северна Добруджа и пр.; Надписът е на гръцки език и в него се разчита името Теодор. Според И. Йорданов, последното разчитане изглежда най-приемливо в светлината на намерения печат с надпис също на гръцки език: ”Йоан, василевс на българите” и в контекста на събитията в българските земи през 1185 – 1190/1191 г. Йорданов разчита текста като:
”+Т[е]од[ор]1, ц[ар на] г[ърци]те (+Θ[ε]οδ[ωρος], β[ασιλευς] Ρ[ωμαιω]ν.)” 
Следва да се отбележи, че вБориловия синодик Петър е наречен "Цар Теодор"; Горният прочит, обаче не се приема единодушно от всички изследователи. Основните аргументи срещу него са дадени от К. Дочев и са допълнени от В.Игнатов

## Иван Асен II
Цар Иван Асен II е първият български владетел. представител на втората българска държава, от който има запазени монети.  Известно е, че  Калоян и Борил са секли имитации на византийски монети. Въпреки че Калоян е получил правото на монетосечене от папа Инокентий III, а Борил го е наследил от него, няма запазени техни собствени монети, поради което се приема, че началото е поставено от Иван Асен II.
- Златна перпера – това е единствената златна монета не само на български средновековен, но и на славянски владетел от епохата. Запазен е само един екземпляр, открит около 1934 г. в колективна находка от Прилепско, Македония. Сега се съхранява в Археологическия музей на БАН. Монетата тежи 4,33 g, диаметърът ѝ е 30 mm и е изработена от 18 каратово злато. Има леко корубеста форма. На едната ѝ страна са изобразени прави и в анфас Иван Асен II и Димитър Солунски. С едната си ръка светецът подава на царя меч, а с другата поставя на главата му корона. Надписите (на български и със съкращения) гласят: „Йоан Асен, цар“ и „Свети Димитър“. На другата страна е изобразен Христос Пантократор. Надписът е „Исус Христос, цар на славата.“ Поради голямото сходство на тази монета с монетите на Теодор Комнин, се предполага, че Иван Асен II е поръчал изсичането на своите златни монети в Солунската монетарница[4].

Уникалността на златната перпера на Иван Асен II и особеностите на иконографията и дават повод за съмнение у някои изследователи относно нейната автентичност. Повод за съмнение дават неяснотите около откриването ѝ, прекалено плоската ѝ форма, голямата пукнатина в нея, очевидното сходство с монетите на Теодор Комнин и двойният жест на свети Димитър – едновременно коронова царя и му връчва меч. Едновременното извършване на две действия не се среща в други византийски и славянски монети.
- Билонни монети – Запазени са около стотина броя. От едната страна са изобразени царят и свети Димитър Солунски. Изправени и в анфас, те държат жезъл с многолъчева звезда. На обратната страна има допоясно изображение на Христос Пантократор. Сечени са навярно в Солунската монетарница. Теглото им е между 3,00 и 3,08 g.

## Мицо Асен
- Билонни монети – От едната страна е изобразен царят в три-четвърти ръст, държащ в дясната си ръка жезъл, а в лявата – кръст. На другата е представен свети Николай в допоясно изображение. Надписът „Свети Николай“ е на гръцки. Светецът закрилник на моряците навярно е бил покровител на този цар. Това е обяснимо, като се има предвид, че Месемврия е център на родовите владения на Мицо Асен.

## Константин Асен
Монетосеченето на този владетел се отличава с разнообразието си, използването на нови иконографски типове и прецизната гравьорска изработка.
- Билонни монети:

- Първи тип: лицева страна – „Христос Емануил“. От другата страна – царят в три-четвърти ръст.
- Втори тип: лицева страна – голям латински кръст; обратна страна – царят на трон без облегало, надпис на български „Константин, цар Асен“;
- Трети тип: лицева страна – „Христос Убрус“ и надпис в лигатура „Исус Христос“; обратна страна – царят на кон, надпис на български „Константин, цар Асен“. Тук за първи път в българските монети се появява изображение на владетел като конник. Използването на иконографския тип „Убрус“ е уникално и няма аналог в славяно-византийското монетосечене.
- Четвърти тип: лицева страна – „Христос Пантократор“; обратна страна – царят на кон, надпис на български „Константин, цар Асен“.
- Пети тип: лицева страна – „Богородица Агиосоритиса“; обратна страна – царят прав, в анфас, държащ жезъл в дясната си ръка. Тегло – 3,04 g; диаметър – 26,25 mm. Запазени са малко монети от този тип.
- Шести тип: лицева страна – „Христос Пантократор“; обратна страна – царят прав, в анфас.
- Седми тип: лицева страна – Шестокрил серафим; обратна страна – Допоясно изображение на царя, държащ лабриум в дясната и кълбо с кръст в лявата ръка. Изображението на серафим е единствено по рода си в средновековното българско монетосечене. Принадлежността на този тип монети към монетосеченето на Константин Асен не е доказана. Надписът на запазения екземпляр е повреден и се чете само титлата „цар“.

## Георги I Тертер
- Билонни монети: лицева страна – Христос на трон; обратна страна – Георги I Тертер и Теодор Светослав като съвладетели. Изобразени са изправени в цял ръст, държащи заедно знаме, в някой варианти – кръст.

## Теодор Светослав
Теодор Светослав е първият български владетел, сякъл сребърни аспри.
- Сребърни монети: лицева страна – Христос Пантократор на трон; обратна страна – царят прав, в анфас, държащ кръст и надпис на български „Светослав, цар на българите“. Тегло – 1,53 g. Известни са три емисии от този тип, различаващи се по качеството на гравьорското изпълнение.
- Билонни монети: лицева страна – голям латински кръст; обратна страна – царят на кон. Изображението напомня конната монета на Константин Асен но тук липсва развятата хламида (гръцко наметало). Известни са две емисии дело на различни гравьори. Надписите на български са със силни съкращения и гласят: „Теодор“ и „Светослав Теодор“.

## Михаил III Шишман Асен
- Сребърни монети: лицева страна – Христос Пантократор на трон с високо облегало; обратна страна – царят на кон и надпис със съкращения: „Михаил цар“. Много от монетите на Михаил Шишман впоследствие били препечатани в монети на цар Иван Александър.
- Билонни монети: лицева страна – царят заедно със синът си Иван Стефан; обратна страна – монограм на династията Шишман.

## Иван Александър
- Сребърни монети:

- Първи тип: лицева страна – Христос Пантократор на трон; от другата страна – царят изправен в цял ръст, държащ жезъл и топка с кръст. Надписът на български „Александър, цар на българите“ е със съкращения. Различават се няколко разновидности, в зависимост от гравьорското изпълнение и теглото на монетите.

- Втори тип: лицева страна – Христос изправен в цял ръст, благославя с две ръце; обратна страна – Иван Александър и синът му Михаил IV Асен държат заедно знаме. Това е най-често откриваната в археологическите находки българска средновековна монета. Среща се в много варианти. Имената на двамата съцаре са изписани чрез монограми. Върху някой монети личат контрамарки на влашкия войвода Владислав I Влайку. Този владетел не е сякъл собствени монети. Ползвал е асприте на цар Иван Александър, правейки ги „свои“ чрез поставяне на знак върху тях.

- Медни монети:

Някои от медните монети на Иван Александър са корубести (стамини), други плоски (асариони).
- Първи тип: лицева страна – монограм на Иван Александър; от другата страна – царят на кон.
- Втори тип: лицева страна – монограм на Иван Александър; от другата страна – царят прав и в цял ръст, държащ жезъл и топка с кръст.
- Трети тип: лицева страна – името и титлата на Иван Александър, изписани чрез монограми; от другата страна – царят прав в три-четвърти ръст.
- Четвърти тип: лицева страна – изображение на крепост с три кули и надпис на български – Търново; от другата страна – Иван Александър и синът му Михаил Асен държат заедно знаме. Това са най-често срещаните български медни монети от Средновековието. Стилизираното изображение на Търново, срещащо се само в тях, е послужило като основа на герба на съвременния град Велико Търново.
- Пети тип: лицева страна – монограм с формата на тризъбец, напомнящ монограмите на Михаил Шишман – Търново; от другата страна – Иван Александър и синът му Михаил Асен държат заедно кръст.
- Шести тип: лицева страна – името и титлата на владетеля, изписани чрез монограми; от другата страна – Иван Александър и царица Теодора държат заедно кръст. Известни са три разновидности на тази често срещана средновековна монета.
- Седми тип: лицева страна – Христос Пантократор на трон; от другата страна – Архангел Михаил. Поради липсата на надпис с името на владетеля, отнасянето на този тип към монетосеченето на Иван Александър е спорно. Съществуват предположения, че монетата е била сечена от Михаил II Асен.
- Осми тип: лицева страна – равнораменен кръст с акантови листа; от другата страна – Иван Александър, изправен в цял ръст. Познати са няколко варианта, различаващи се по качествата на гравьорското изпълнение и теглото.
- Девети тип: лицева страна – равнораменен кръст с акантови листа; от другата страна – двуглав орел – емблема на Шишмановци. Принадлежността на този тип към монетосеченето на Иван Александър не е доказана. Прави впечатление умелата гравьорска работа. За разлика от плоското и линеарно третиране на формата в повечето старобългарски монети, тук има обем.
- Десети тип: лицева страна – православен кръст; от другата страна – монограм тризъбец, идентичен с този от медната монета на Иван Александър и синът му Михаил Асен.

## Михаил Асен
- Сребърни монети:

- Първи тип: лицева страна – Христос на трон; от другата страна – Михаил Асен прав редом със свети Стефан. Двамата държат знаме. Типът на монетата напомня венециянските грошове. Името на владетеля и светеца са изписани по различен начин в различните варианти на монетите. Теглото варира от 1,40 до 1,90 g.
- Втори тип: лицева страна – Христос на трон; от другата страна – Михаил Асен със съпругата си Ирина, държащи знаме. Някои изследователи смятат, че става дума за монети на цар Михаил II Асен и майка му Ирина Комнина. Известни са две разновидности на монетата. Във втората царят и съпругата му държат кръст вместо знаме. Теглото варира от 1,50 до 1,80 g. Надписът на български гласи: „Ирина царица, Михаил цар“.

- Медни монети

- Първи тип: лицева страна – бюст на Христос Пантократор; от другата страна – Михаил Асен, прав в цял ръст, надпис на български: „Михаил цар“. Причисляването на този тип монети към монетосеченето на Михаил Асен става главно въз основа сходството на гравьорската техника с тази от монетите на Иван Александър.
- Втори тип: лицева страна – монограм тризъбец; обратна страна – Михаил Асен на кон. Някои изследователи смятат, че монетата е на цар Михаил III Шишман Асен.

## Иван Шишман
- Сребърни монети:

- Първи тип: лицева страна – Христос в цял ръст, благославящ с две ръце; обратна страна – Иван Александър и Иван Шишман държат заедно знаме. Повтарят композициите от сребърната монета с изображение на Иван Александър и Михаил Асен. Разликата е в значително по-малкия диаметър (16 – 17 mm), по-малкия грамаж (под 1 g) и монограмите. Познати са няколко разновидности.
- Втори тип: лицева страна – бюст на Христос Пантократор; обратна страна – допоясно изображение на царя държащ кръст и скиптър. Монограмите се разчитат като „Шишман“ и „Цар“.
- Трети тип: лицева страна – иконографската композиция „Богородица Знамение“; обратна страна – царят в допоясно изображение с обла корона на главата. В дясната си ръка държи скиптър. Монограмите са като в предния тип.
- Четвърти тип: лицева страна – иконографската композиция „Богородица Знамение“; обратна страна – царят в цял ръст с корона тип „стема“. Различават се няколко разновидности в зависимост от разположението на монограмите „Шишман“ и „Цар“.

- Билонни монети:

- Първи тип: лицева страна – равнораменен кръст; обратна страна – монограм на цар Иван Шишман. Съществуват няколко разновидности според вариантите на монограма. Диаметърът и теглото варират в широки граници (13 – 22 mm; 0,6 – 2,00 g).
- Втори тип: лицева страна – изправен на задните си лапи лъв; обратна страна – монограм на цар Иван Шишман. Диаметър ок. 19 mm, тегло ок. 1,10 g.
- Трети тип: лицева страна – монограм „Цар“; обратна страна – монограм „Шишман“. Съществуват две разновидности: корубеста с диаметър ок. 22 mm и тегло ок. 1,20 g.; плоска с диаметър ок. 17 mm и тегло ок. 0,8 g.
- Четвърти тип: лицева страна – монограм тризъбец; царят и синът му държат заедно кръст. Имитира монетите на Иван Александър и Михаил Асен като съвладетели.

## Иван Срацимир
- Сребърни монети: лицева страна – Христос Пантократор в допоясно изображение; обратна страна – царят на трон със скиптър и свитък в ръце. Типът на тези монети следва западните, а не византийски традиции. Известни са няколко разновидности според знака, изобразен в краката на владетеля: „сарацинска глава“ (шлем ?), „хералдическа лилия“, „звезда“, „секира“, „палмова клонка“. В един от вариантите липсва знак.

Теглото варира в различните варианти от 0,28 – 0,39 g при типа „звезда“ до 1,05 – 1,15 g при „сарацинска глава“. Надписът, който за разлика от другите монети на български царе и разположен по кръжилото на монетата, гласи: „Иван Срацимир, цар на българите“. Изписан е по различен начин в различните варианти.
- Медни монети:

- Първи тип: лицева страна – двуглав хералдически орел; обратна страна – царят прав в цял ръст, името и титлата му изписани чрез монограми.
- Втори тип: лицева страна – Христос, благославящ с две ръце, допоясно изображение (рядко срещано в иконографията на епохата); обратна страна – монограм на владетеля. Най-широко разпространената медна монета на Иван Срацимир.
- Трети тип: лицева страна – Христос Пантократор с архангелите Михаил и Гавраил. Поради повредите по единствения познат екземпляр съществуват съмнения относно изобразените обекти. Съществува предположение, че става дума за Богородица с по един ангел от двете ѝ страни; обратна страна – монограм на царя.
- Четвърти тип: лицева страна – владетелят и съпругата му държат кръст; обратна страна – монограм.
- Пети тип: лицева страна – Равнораменен кръст върху цялата повърхност на монетата; обратна страна – владетелски монограм.

Съществуват още няколко типа медни монети, приписвани на цар Иван Срацимир, и анонимни монети, отнасяни към монетосеченето на този владетел. Запазени са множество имитации на парични знаци на Иван Срацимир. Повечето се отличават с груба направа.

## Монети на независими феодални владетели
В желанието си да демонстрират пълна независимост от централната власт някои български феодални владетели секат собствени монети, привилегия по право запазена за коронованите особи. Запазени са монети на деспот Яков Светослав, добруджанския владетел Иванко и Фружин Асен.

### Яков Светослав
- Билонни монети:

- Първи тип: лицева страна – допоясно изображение на свети Димитър Солунски; обратна страна – деспотът, изправен в цял ръст. Известни са няколко варианта на монетата.
- Втори тип: лицева страна – Богородица Оранта, допоясно изображение; обратна страна – деспотът, изправен в цял ръст. Съществуват са няколко варианта на монетата. Надпис със съкращения „Деспот Светослав“.

Монетите на Яков Светослав се отличават с груба изработка, която възпрепятства точното идентифициране на изобразените персонажи.

### Иванко (Йоан Тертер)
- Сребърни монети: лицева страна – Христос Пантократор на трон; обратна страна – двуглав орел, надпис на гръцки по кръжилото на монетата: „ΑΦΝΤΟΥ ΤΟΥ ΤΕΡΤΕΡΙ“. Единственият известен екземпляр е открит на остров Пъкуюл луй Соаре (сега в Румъния), в колективна находка от сребърни монети на царете Иван Александър и Иван Срацимир. Теглото му е 1,01 g, диаметърът – 20 mm. Съществува и предположение, че принадлежи на другия син на Добротица – Тертер, известен само по споменаването му в „Несебърската хроника“. Според някои изследователи двуглавият орел трябва да е бил родов знак на добруджанските владетели. Според други е свидетелство за тесните връзки между Иванко и Византия на Палеолозите (двуглавият орел е техен герб). Между сребърната аспра на Иванко и солунската монета на император Йоан V Палеолог съществува голямо сходство.
- Медни монети:

- Първи тип: лицева страна – надпис „Деспот“ (буквите са разположени в кръг); обратна страна – надпис с името на владетеля, представен чрез буквите Iω T (Йоан Тертер) и знак за съкращение.
- Втори тип: лицева страна – двуглав орел; обратна страна – монограм на деспот Иванко.
- Трети тип: лицева страна – голяма буква Δ (делта) и украса от три групи от мотив с три точки; обратна страна – буква Т, разположена в центъра, и надпис „Калиакра“ около нея. Някой изследователи (Т. Герасимов, К. Дочев) смятат монетата за сечена от деспот Добротица. Известни са два варианта на монетата.

Върху сребърна монета на хан Абдулах (владетел от Златната орда) е запазена контрамарка на деспот Иванко, представляваща буквата Т.